# オルチャーノ・ディ・ペーザロ
オルチャーノ・ディ・ペーザロ（イタリア語: Orciano di Pesaro）は、イタリア共和国マルケ州ペーザロ・エ・ウルビーノ県テッレ・ロヴェレスケにある、かつては独立した基礎自治体（コムーネ）であったが、2017年1月1日にバルキ、ピアッジェ、サン・ジョルジョ・ディ・ペーザロと合併して新自治体の一部となった。

## 地理

### 位置・広がり

#### 隣接コムーネ
コムーネとしてのオルチャーノ・ディ・ペーザロは、以下のコムーネと隣接していた。
- バルキ
- モンダーヴィオ
- モンテ・ポルツィオ
- モンテマッジョーレ・アル・メタウロ
- サン・ジョルジョ・ディ・ペーザロ
- サンティッポーリト
- セッルンガリーナ